# یواس‌اس اورکا (اس‌پی-۷۲۶)
یواس‌اس اورکا (اس‌پی-۷۲۶) (به انگلیسی: USS Orca (SP-726)) یک کشتی بود که طول آن ۸۵ فوت ۰ اینچ (۲۵٫۹۱ متر) بود. این کشتی در سال ۱۹۰۱ ساخته شد.